# Rába ETO Stadion
A Rába ETO Stadion, egy 2005-ben lebontott labdarúgópálya. A stadion 28 000 fő befogadására volt alkalmas, hazai csapata pedig a Győri ETO, korábbi nevén Rába ETO volt.

## A stadion története
A győri Magyar Vagon- és Gépgyár az 1960-as évek közepén kezdett el területet keresni az NB1-ben szereplő csapata számára, mivel annak elöregedett stadionja a gyártelep bővítésének útjába esett. A vállalat egy 30 000 szurkoló befogadására alkalmas stadion felépítése mellett döntött, amelynek helyét Győr keleti elővárosában jelölték ki. A létesítmény terveit a Győri Tervező Vállalat munkatársai társadalmi munkában készítették el. A következő 10 év során egy vegyes szerkezetű stadion épült meg Győrben. A létesítmény lelátóinak alsó része a labdarúgópálya köré épített töltés rézsűjén, felső része a töltésre épített vasbeton tartószerkezeten nyugodott. A befogadóképesség némileg elmaradt a tervezettől, 25 ezer győri foglalhatott helyet a 22 szektorra osztott lelátókon. Az átadásakor az ország legkorszerűbb stadionjának számító létesítményt 1977. június 22-én, az úttörő-olimpia megnyitójával egy időben adták át rendeltetésének.
A stadion keleti oldalán épült fel a Klubháznak és a hozzá tartozó kiszolgáló helységeknek helyt adó épület. A vasbeton szerkezetű lelátók alatt mosdókat, büféket és esőbeállókat alakítottak ki. A stadiont a négy négy sarokpont közelében elhelyezett állványokon álló fényszórók világították meg. A magyar labdarúgás történetének több jelentős mérkőzését rendezték meg a Rába ETO Stadionban. A Rába ETO vendégeként játszott a pályáján az FC Bayern München, a Juventus, a Manchester United és Dinama Minszk. 1998-ban megfelelő saját stadion híján ez volt az európai kupákban induló Dunaferr, majd 2002-ben a Zalaegerszeg otthoni pályája. A magyar válogatott ötször lépett  a győri pályára, 2002-ben  pedig itt rendezték a Magyar Kupa döntőjét.
Az ezredfordulóra a Rába ETO Stadion magyarországi mértékkel mérve nagy és elfogadható színvonalú létesítménynek számított, ám elmaradt a hasonló méretű nyugat-európai városok stadionjainak felszereltségétől. A stadion felújítását először 2002-ben vették tervbe, amikor a magyar-horvát közös rendezésű labdarúgó EB egyik helyszínének szemelték ki.
Végül a felújítás nem valósult meg, 2005-ben lebontották a stadiont, és helyére egy új, korszerű létesítményt építettek fel. A stadion neve ETO Park lett.

## Külső hivatkozások
- A stadion története az eto.hu-n (magyarul)
- A stadion adatlapja a magyarfutball.hu-n (magyarul)